# Marie-Isabelle de Portugal (1797-1818)
Titre
Reine consort d'Espagne
29 septembre 1816 – 26 décembre 1818
(2 ans, 2 mois et 27 jours)
Marie-Isabelle Françoise de Bragance, infante du Portugal, fille de Jean VI de Portugal et de Charlotte-Joachime d'Espagne, née à Queluz le 19 mai 1797 et morte à Madrid le 26 décembre 1818, est reine consort d'Espagne de 1816 à 1818, par son mariage avec Ferdinand VII.

## Biographie
Après la chute de Napoléon, les souverains espagnols et portugais retrouvent leur trône. Le mariage entre l'infante du Portugal et le roi d'Espagne s'inscrit dans le cadre traditionnel des relations entre états. Les liens familiaux très proches qui unissent les conjoints demandent une dispense du pape Pie VII facilement accordée dans la mesure où les mariages entre dynasties sont considérés comme un gage de paix et de stabilité politique et les méfaits de la consanguinité inconnus à l'époque. 
En 1816, l'infante Marie-Isabelle, 19 ans, épouse son oncle maternel le roi Ferdinand VII d'Espagne, 33 ans, veuf de Marie-Antoinette de Bourbon-Siciles, qui n'a toujours pas d'héritier. 
De ce mariage est issue une fille : 
- Marie-Louise Isabelle, infante d'Espagne, née le 21 août 1817 et morte le 9 janvier 1818 à Madrid.

La jeune reine a suffisamment d'influence sur son époux pour l'inciter à transformer le cabinet des sciences en musée Royal (1818), futur musée du Prado (1868).
Elle est de nouveau enceinte dans les mois suivants. La grossesse est difficile et l'accouchement, le lendemain de Noël, se passe mal. Les médecins la croyant morte commencent à inciser le corps afin d'en extraire le fœtus. La reine, qui n'est qu'inconsciente, se réveille en hurlant. Elle meurt des suites de l'hémorragie le 26 décembre 1818, à l'âge de 21 ans. 
Elle est enterrée à l'Escurial.
Toujours en quête d'un héritier, le roi se remarie l'année suivante avec Marie-Josèphe de Saxe.

## Source
- (en) Cet article est partiellement ou en totalité issu de l’article de Wikipédia en anglais intitulé « Maria Isabel of Braganza » (voir la liste des auteurs).